# Пилипов, Иван
Иван Пилипов (англ. Iwan Pylypow, укр. Іван Пилипів; 28 сентября 1859, Небылов — 10 октября 1936, Альберта) — один из первых галицких (украинских) поселенцев в Канаде.
Родился в селе Небылов в Австро-Венгрии (ныне Ивано-Франковская область Украины). От немецкого знакомого узнал о возможности эмиграции в Канаду, где было много свободной земли. К моменту отъезда в Канаду у Пилипова была жена и трое детей (Василий, Брий и Николай), однако она отказалась ехать и осталась в родном селе. В 1891 году на пароходе «Орегон» прибыл в Монреаль (Канада). Занялся фермерским хозяйством в Альберте, основав колонию Небылов (Nebyliv colony). Этот его шаг привел к массовой иммиграции в Канаду.
Пилипов и его семья, наконец, присоединились к группе в 1893 году, поселившись в Эдна-Стар, тогда в округе Альберта, к востоку от форта Саскачеван, где он занимался фермерством и стал очень активным участником кооперативного движения. Он умер богатым человеком в 1936 году в возрасте 77 лет
Последний фермерский дом, в котором он жил, третий, который он построил в районе Эдна-Стар, теперь является частью Украинской деревни культурного наследия, расположенной к востоку от Эдмонтона, Альберта. В его честь также названы подразделение «Pylypow Industrial» в Эдмонтоне и озеро Пилипоу в Саскачеване.

## Примечание
1. ↑  History of Ukrainians in Canada. www.torugg.org. Дата обращения: 28 января 2022. Архивировано 4 февраля 2022 года.
2. ↑  Спогади Івана Пилипіва про переїзд до Канади // ПАМ'ЯТКИ. археографічний щорічник. — С. 164. Дата обращения: 28 января 2022. Архивировано 21 января 2022 года.
3. ↑  Settlement - Adventurous Albertans - Ivan Pylypow. www.collectionscanada.gc.ca. Дата обращения: 28 января 2022. Архивировано 18 апреля 2021 года.